# Gerbillus hesperinus
Gerbillus hesperinus es una especie de roedor de la familia Muridae.

## Distribución geográfica
Se encuentra principalmente en el norte de Marruecos. 